# Howser Spire
Howser Spire är ett berg i Kanada.   Det ligger i provinsen British Columbia, i den södra delen av landet, 3 100 km väster om huvudstaden Ottawa. Toppen på Howser Spire är 3 412 meter över havet.
Terrängen runt Howser Spire är huvudsakligen bergig. Howser Spire är den högsta punkten i trakten. Trakten runt Howser Spire är nära nog obefolkad, med mindre än två invånare per kvadratkilometer.. Det finns inga samhällen i närheten. 
Trakten runt Howser Spire består i huvudsak av gräsmarker.